# خانه عباسیان
خانهٔ عباسیان در سال‌های ۱۲۴۵ تا ۱۲۵۰ هجری در محله سلطان امیر احمد کاشان ساخته شده و از لحاظ معماری و تزئینات حائز اهمیت است و با شمارهٔ ۲۰۲۰ در فهرست آثار ملی کشور ثبت شده‌است.
در طراحی این خانه یکی از عوامل سازماندهی اتاق های این خانه نحوه گردش خورشید در طی فصول مختلف است به طوری که هر جبهه برای فصلی و ساعتی خاص اختصاص دارد جبهه روبرو آفتاب قسمت زمستان نشین و قسمت پشت به آفتاب بخش تابستان نشین و جبهه غرب برای ساعاتی از روزهای سرد زمستان در نظر گرفته شده است و برای پرهیز از گزنده آفتاب به جبهه ی شرقی که در بیشتر موارد طاق نما ساخته شده است

## تاریخچه بنا

### پیشینه
مجموعه تاریخی عباسیان همزمان با دوره قاجار توسط محمد ابراهیم تاجر کاشی (پدربزرگ سید محمد علوی بروجرودی) که از تاجران معروف چینی و بلور در کاشان بود ساخته شد. متأسفانه هیچ اطلاعاتی از معمار این مجموعه در دسترس نیست اما شواهد نشان دهنده آن است که ساخت این بنا ۲۰ سال به طول انجامیده‌است.
این مجموعه وسعتی بالغ بر ۵۰۰۰ متر مربع و زیربنایی در حدود ۷۰۰۰ متر مربع دارد و دارای ۵ طبقه و ۵ حیاط می‌باشد.

### معماری
سبک معماری این خانه، "گودال باغچه" است. در این سبک از معماری، بنا پایین تر از سطح کوچه ساخته شده تا بر استحکام، خاصیت عایقی خاک و مصالح و دسترسی به اب قنات را افزایش دهد.  جلوه‌هایی از معماری اصیل ایرانی - اسلامی در طرح‌های بدیع و نقش‌های خیال‌انگیز گچبری و انواع تزئینات خود را به نمایش گذاشته‌اند و این زیبایی به حدی چشم‌نواز است که که طبق نظر کارشناسان این مجموعه را به عنوان نامزد دریافت جایزه زیباترین بنای مسکونی ایرانی – اسلامی در نظر گرفته‌اند.
این خانه تاریخی منحصر به فرد با همهٔ چشم‌اندازهای زیبایش تا کنون محل ساخت چندین مجموعهٔ تلویزیونی و فیلم سینمایی مانند سریال‌های مسافر ری (زندگی شاه عبدالعظیم)، ملاصدرا، خانه‌ای در تاریکی (ماه تابان) و جابر بن حیان بوده‌است.

## اثر تاریخی
هیئت امنای احیاء و مرمت بافت تاریخی کاشان با همکاری مالی وزارت صنایع و معادن، خانه تاریخی عباسیان را در سال ۱۳۷۴ هجری شمسی خریداری و مرمت کردند و این خانه در سال ۱۳۷۷ هجری شمسی به شماره ۲۰۲۰ در فهرست آثار ملی کشور به ثبت رسید. بخشی از این مجموعهٔ زیبا به بنیاد سهراب سپهری نقاش و شاعر نامدار معاصر تعلق گرفته‌است و کل عمارت نیز تحت پوشش سازمان رفاهی تفریحی شهرداری کاشان قرار دارد.

## نگارخانه

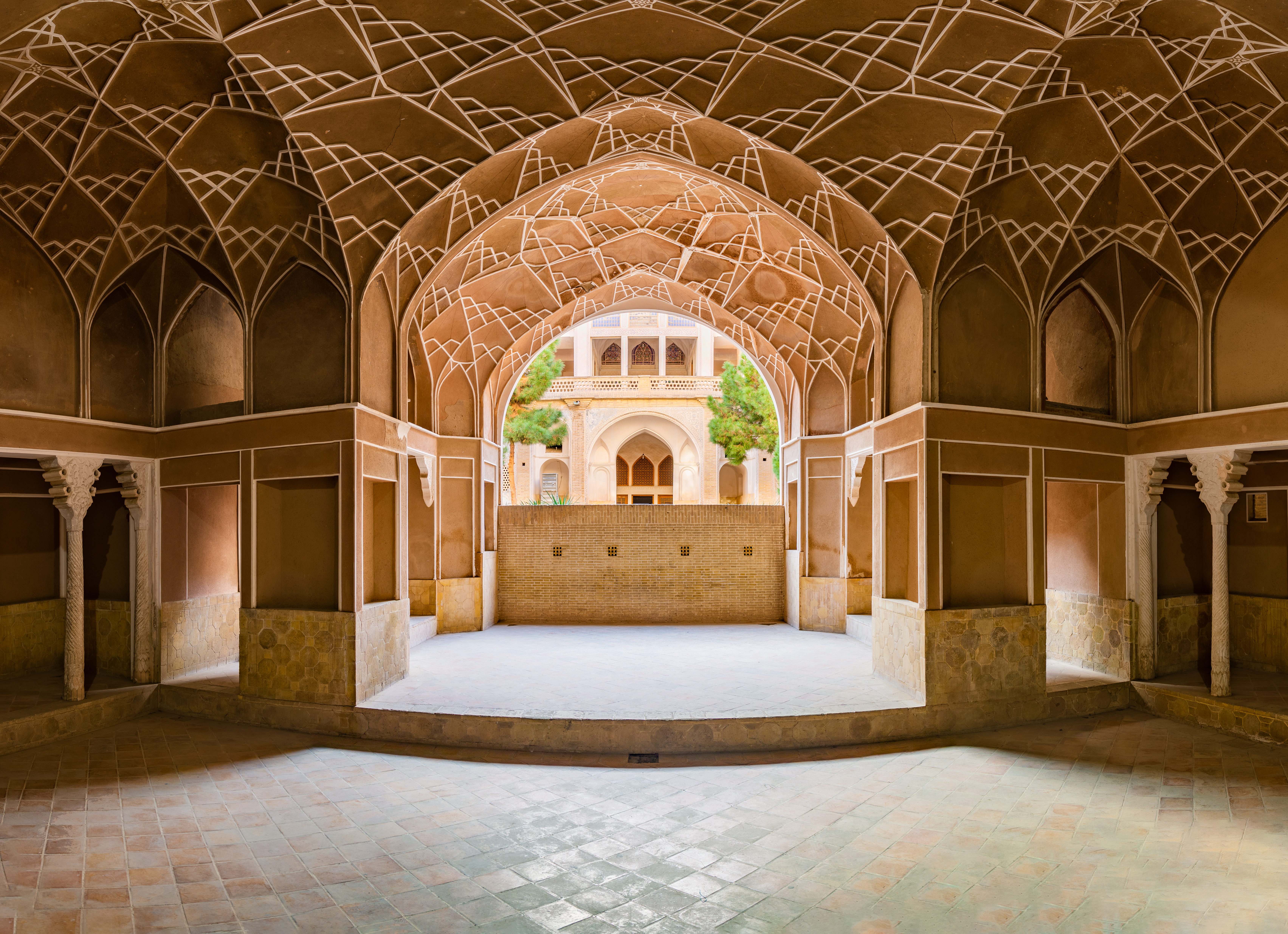
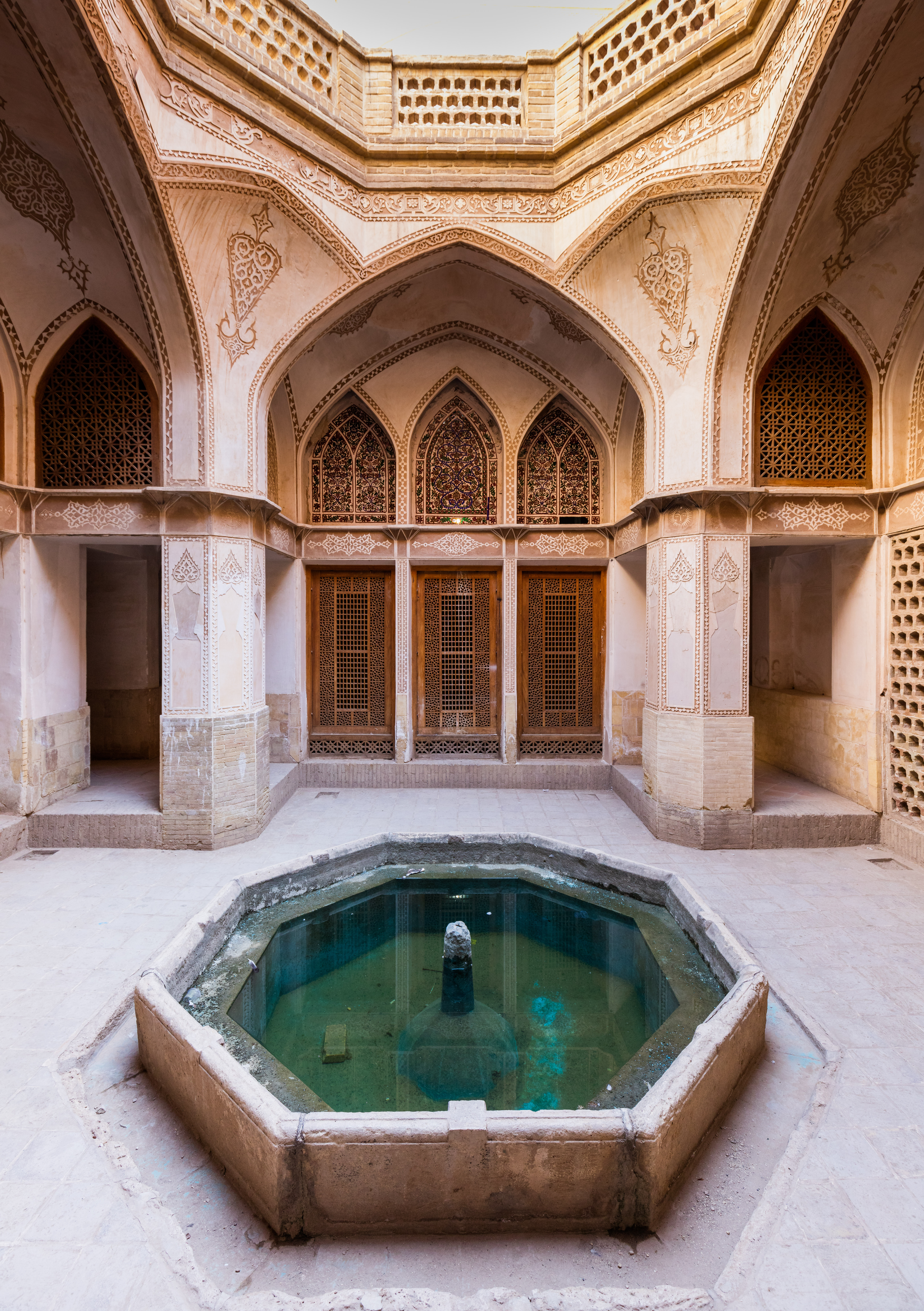
حوض ۸ گوش در اندرون یکی از حیاط‌ها
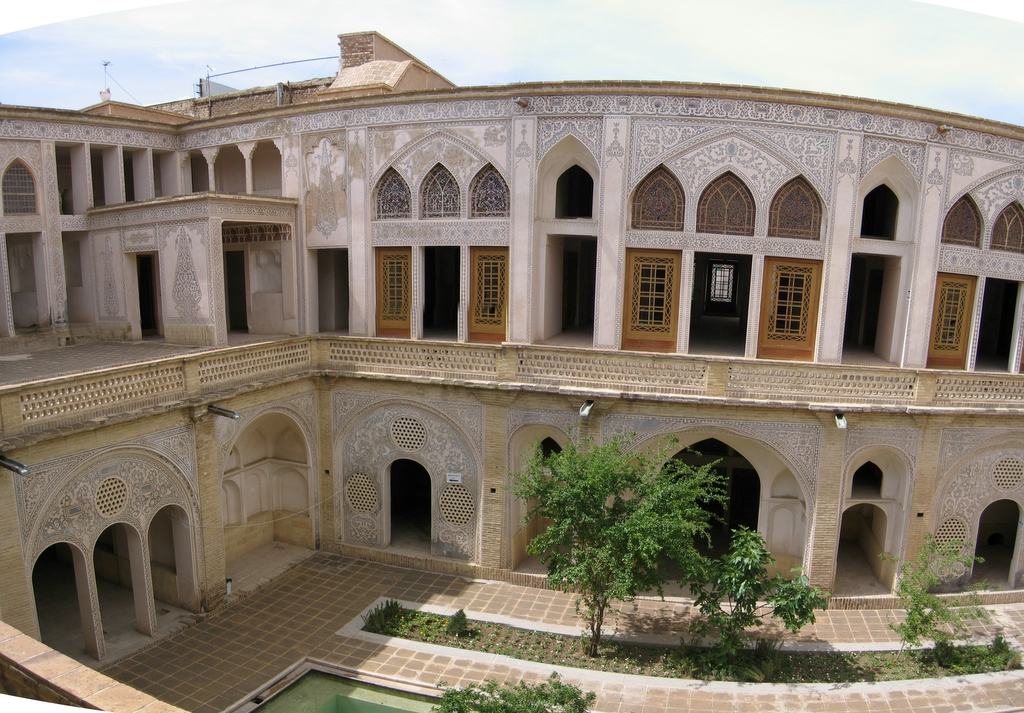
نمای یکی از حیاط‌ها
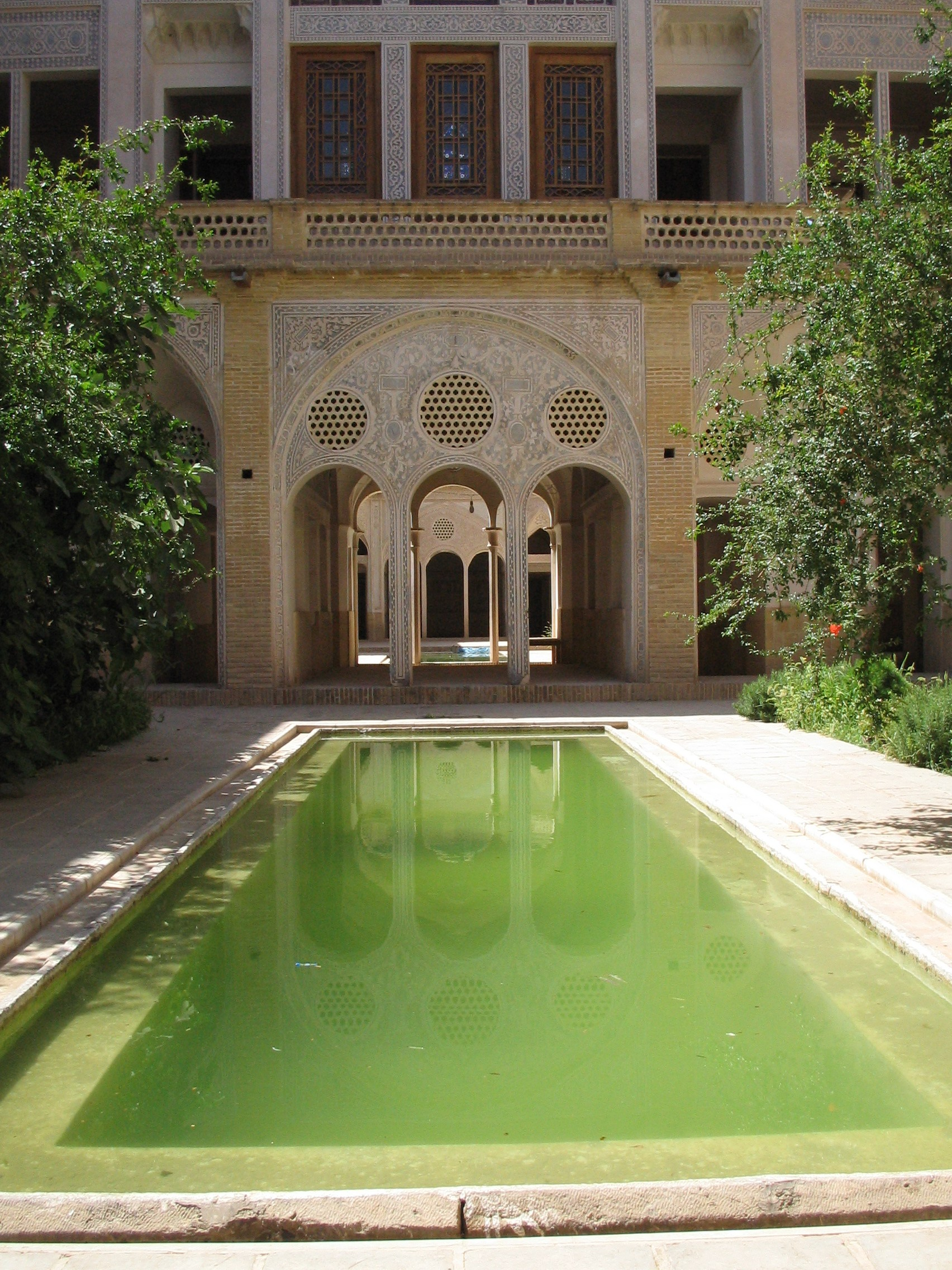
درون یکی از حیاط‌ها
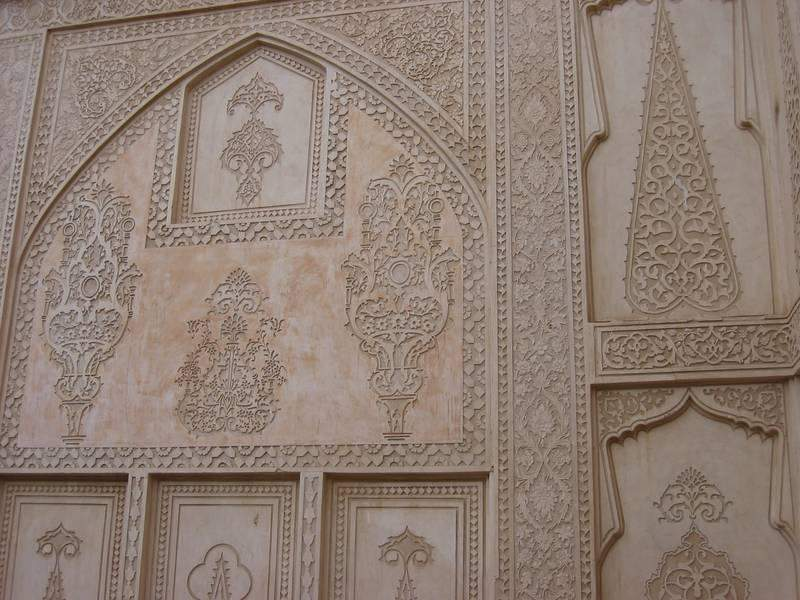
جزئیات تزئینات دیوار در خانه عباسی‌ها
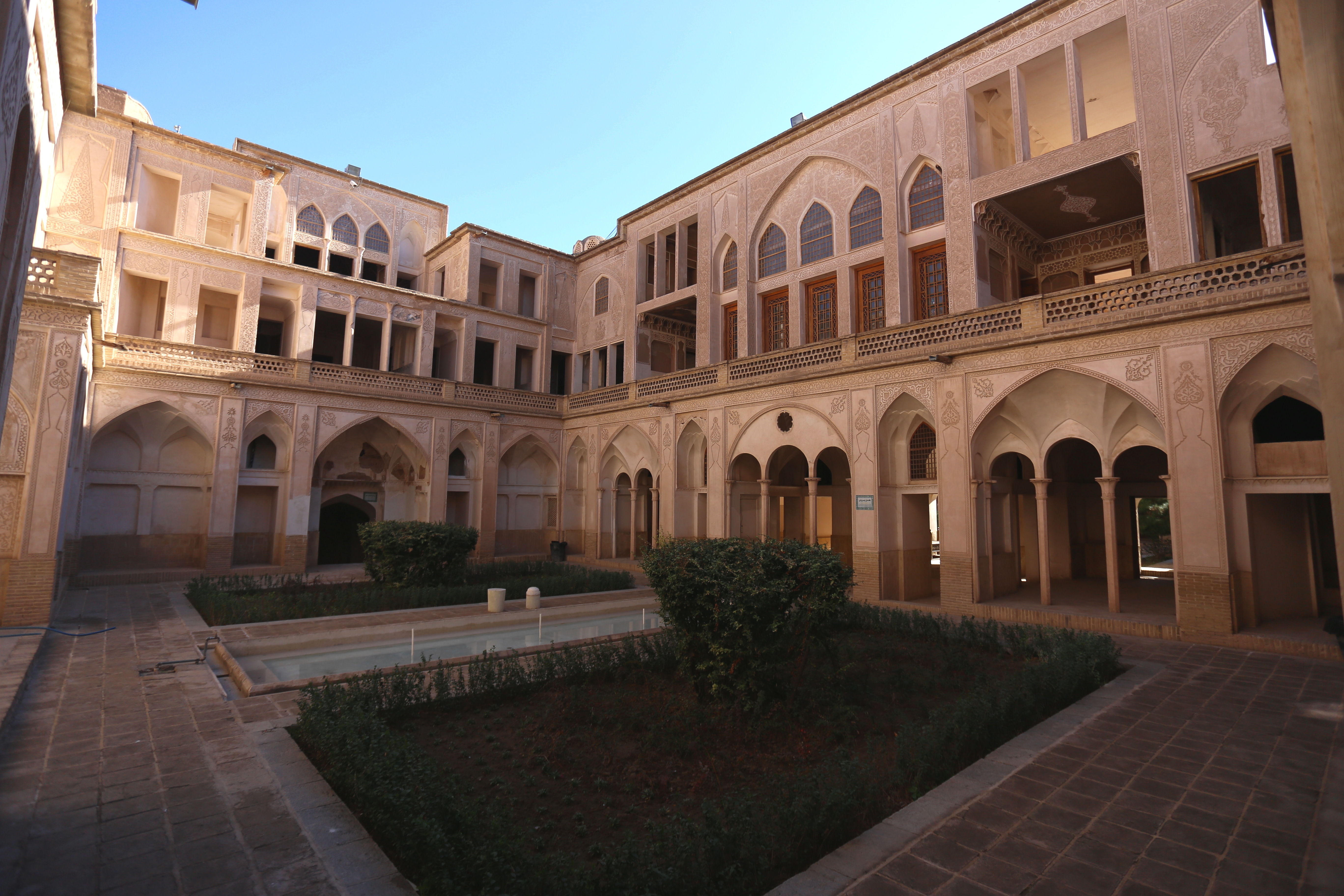
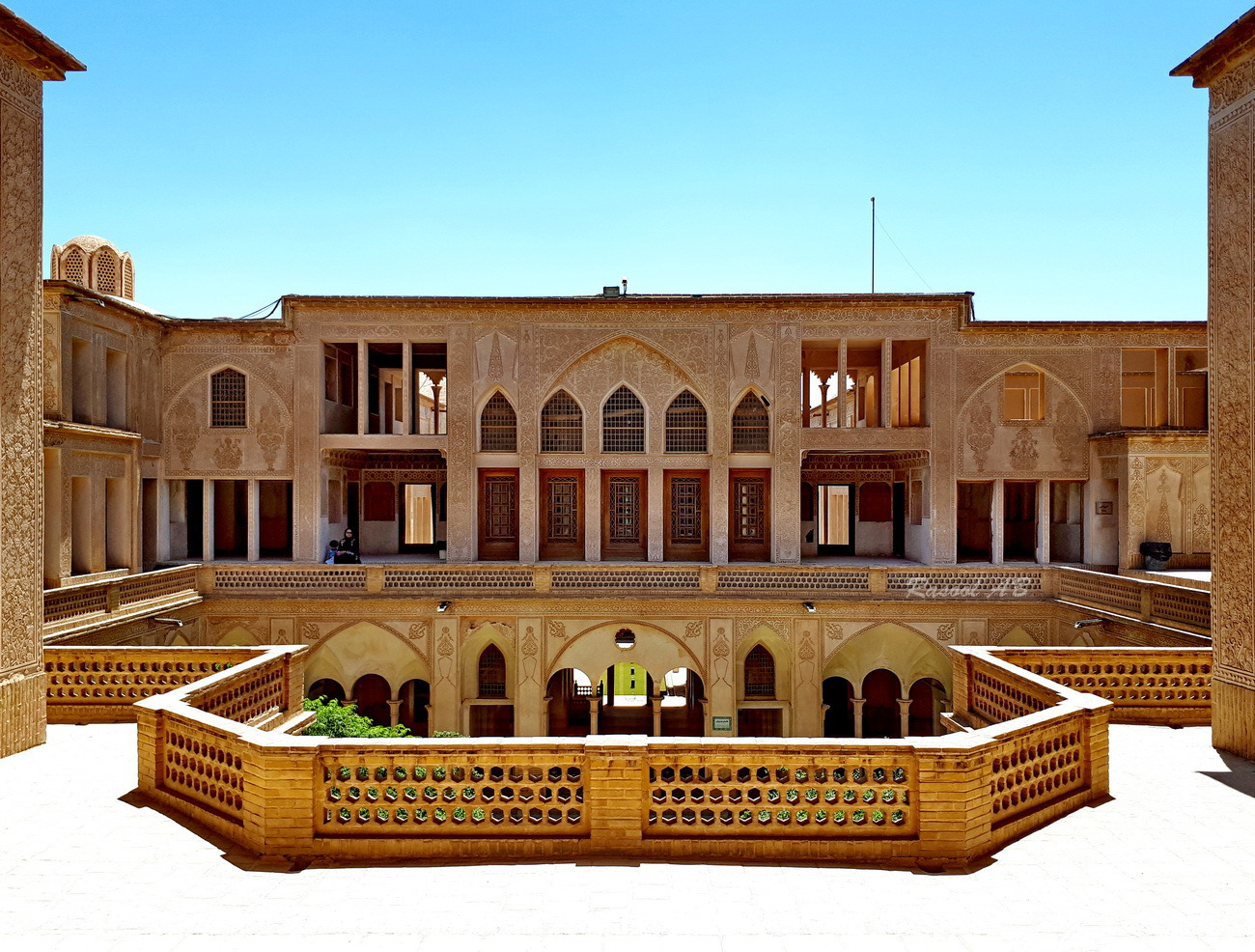
نمایی از خانه عباسی‌ها

## جستار های وابسته
- باغ عفیف‌آباد
- خانه بروجردی‌ها
- خانه عامری‌ها